# Mustafa Barzani

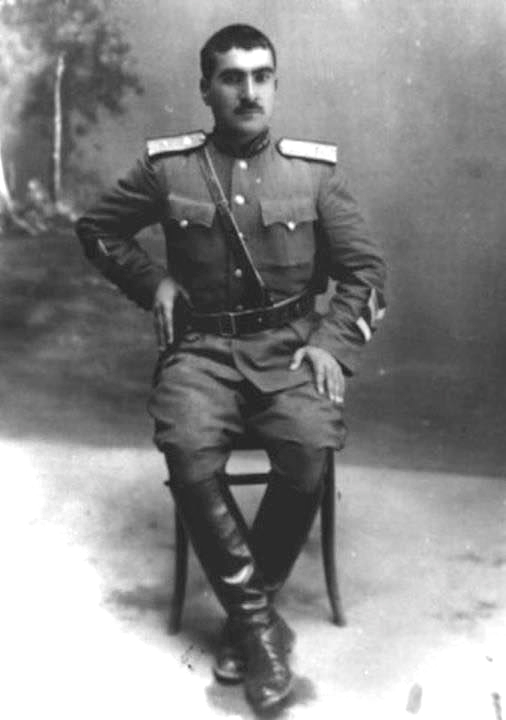
Mustafa Barzani w 1947 roku

Mustafa Barzani, kurd. مسته‌فا بارزانی Mistefa Barzanî (ur. 14 marca 1903 w Barzan, zm. 1 marca 1979 w Waszyngtonie) – kurdyjski polityk, założyciel Demokratycznej Partii Kurdystanu (KDP) (1946), przywódca Kurdów w walce przeciwko rządom Iraku i Iranu o utworzenie niezależnego państwa kurdyjskiego. Przez swoich rodaków uważany jest za bohatera narodowego i symbol walki o niepodległość.
Syn Mustafy Barzaniego – Masud Barzani – jest prezydentem autonomicznego rządu kurdyjskiego oraz liderem KDP.

## Życiorys

### Młodość
Urodził się 1903 roku w Barzan (wtedy cześć Imperium Osmańskiego). Ze względu na powstanie jakie wywołało jego plemię, on, jego matka oraz reszta rodziny byli więzieni. Mustafa miał wtedy zaledwie pięć lat. Jakiś czas potem jego ojciec, dziadek oraz brat zostali zgładzeni w egzekucji, na którą skazano ich za powstanie przeciwko władzom Imperium Osmańskiego.
W młodym wieku Barzani dołączył do oddziałów szejka Mahmuda Barzanjiego, które toczyły walki przeciwko Brytyjczykom w Iraku. W 1931 przyłączył się natomiast do prowadzonej przez swojego brata Ahmeda Barzaniego powstania skierowanego przeciwko władzom irackim, które starały się ograniczyć wpływy kurdyjskich plemion. Jednak dzięki wsparciu armii brytyjskiej, powstanie kurdyjskie zostało stłumione i Mustafa musiał się poddać.
Barzani pozostawał pod nadzorem aż do 1943, kiedy to Irak odczuł skutki II wojny światowej. Wtedy, razem z jego bratem Ahmedem oraz trzystoma ludźmi, udało im się przedostać do Osznawije, gdzie pod kierownictwem wysłanników ze Związku Radzieckiego formowano podwaliny pod państwo kurdyjskie.

### Republika Kurdystanu wMahabad
15 grudnia 1945 oddziały kurdyjskie pod wodzą Mustafy Barzaniego zajęły Mahabad, który stał się stolicą proklamowanej 22 stycznia 1946 Republiki Kurdystanu. Prezydentem republiki został Muhammad Qazi, przewodniczący Demokratycznej Partii Kurdyjskiego Iranu. Mustafa Barzani został natomiast mianowany ministrem obrony oraz dowódcą sił zbrojnych. Podczas irańskiej inwazji na nowo powstałą republikę szybko wsławił się zwycięstwami w potyczkach z wrogimi oddziałami.
W maju 1946 wojska ZSRR wycofały się z terenów Iranu, co było następstwem umowy zawartej na konferencji jałtańskiej. W efekcie siły kurdyjskie straciły swojego głównego sojusznika i już w grudniu tego samego roku Mahabad został odbity przez siły irańskie. Prezydenta Muhammada Qaziego wzięto do niewoli, a następnie powieszono razem z jego bratem i kuzynem.

### Pobyt w ZSRR
Barzani ze swoimi zwolennikami uciekł do Armeńskiej SRR, gdzie umieszczono ich w obozie niedaleko Nachiczewan. Po apelu Barzaniego o pomoc dla Kurdów, władze ZSRR skierowały go wraz ze swoimi zwolennikami do Azerbejdżańskiej SRR. Tam Kurdowie nawiązali kontakty z Komunistyczną Partią Azerbejdżanu, gdzie kluczową postacią w tamtym czasie był Mir Cəfər Bağırov, przewodniczący KPA, który zorganizował kurdyjskich uchodźców w oddział wojskowy i zapewnił im szkolenie militarne oraz naukę czytania i pisania w języku kurdyjskim.
Po pewnym czasie Barzaniego oraz innych kurdyjskich uchodźców przetransportowano do Uzbeckiej SRR. Był to efekt sporu, jaki wystąpił pomiędzy Barzanim a Bağırovem. W Uzbekistanie wielu Kurdów oddzielono od reszty swoich rodaków i wysłano na ciężkie roboty w różne części kraju. Barzani przez trzy kolejne lata wysyłał listy adresowane do samego Józefa Stalina. Tylko jeden z tych listów dotarł do Kremla, co poskutkowało jednak interwencją władz radzieckich. W dochodzeniu prowadzonym przez oficjeli owych władz stwierdzono, że Kurdowie zostali potraktowani w sposób nieuczciwy. W sierpniu 1951 wysłanych na roboty zwolniono i pozwolono wrócić do Uzbeckiej SRR. Barzani otrzymał rezydencję w Taszkencie, a reszcie zwolenników kurdyjskiego przywódcy przydzielono domy wokół Taszkentu, a także zapewniono pracę, edukację, szkolenia oraz pomoc społeczną przysługującą innym obywatelom ZSRR.

### Powrót do Iraku

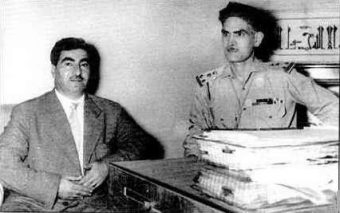
Mustafa Barzani oraz Abd al-Karim Kasim

Po Rewolucji irackiej w 1958 Barzani powrócił do kraju na zaproszenie nowego premiera Abd al-Karim Kasima. Dość szybko uzyskał poparcie w KDP, w którym doprowadził do rezygnacji Ibrahima Ahmada z funkcji przewodniczącego oraz zastąpienia go pro-komunistycznym Hamzem Abdullahem. Starał się również coraz bardziej zacieśniać więzi z Iracką Partią Komunistyczną.
Barzani zdobywał coraz większa popularność na terenach Kurdyjskiego Iraku. Kasim zaczął wyczuwać, że jego władza jest coraz bardziej zagrożona i obawiał się powstania kurdyjskiego skierowanego przeciwko władzom Iraku. Żeby uniknąć potencjalnej opozycji, począł starania, które miały na celu skłócenie Kurdów między sobą. Między innymi, rozpoczął finansowanie klanów Zebari oraz Harki, które były sceptycznie nastawione do władzy Barzaniego. Taki stan rzeczy doprowadził wreszcie do walki zbrojnej pomiędzy władzą centralną Iraku a Kurdami.
Barzani był zmuszony, ze względu na brak sojuszników w regionie Iraku, zwrócić się o pomoc do Stanów Zjednoczonych. Iracka Partia Komunistyczna uznała to za zdradę ideałów i odwróciła się od KDP. W 1961 Barzani, dowodząc oddziałami peszmergów, zadał znaczący cios wojskom irackim. Z tego względu Kasim dwa razy zaproponował przywódcy Kurdów rozejm oraz przyznanie autonomii. Ten jednak odrzucił propozycję premiera Iraku, uważając ją za niewystarczającą i rozpoczął pertraktację z baasistami oraz naserystami, którzy byli zdecydowanymi przeciwnikami rządów Kasima.

### Rządy braci Arif
8 lutego 1963 władzę w Iraku przejęli arabscy nacjonaliści. Prezydentem kraju został Abd as-Salam Arif, natomiast premierem Ahmad Hasan al-Bakr. Pomimo pertraktacji, które prowadził Barzani z arabskimi nacjonalistami, ci nie chcieli dopuścić do istnienia kurdyjskiej autonomii ze względu na bogate złoża ropy, jakie mieściły się w okolicach Mosulu oraz Kirkuku. Rząd przeprowadził interwencję zbrojną przeciwko siłom kurdyjskim. Barzani zmuszony był wtedy do akceptowania rozejmu na warunkach podyktowanych przez władze z Bagdadu.
W tamtym czasie, pośród członków KDP, coraz bardziej powiększał się rozłam pomiędzy dwie grupy, którymi byli z jednej strony zwolennicy Dżalala Talabaniego i Ibrahima Ahmada oraz z drugiej Barzaniego. Mustafa na szóstym zjeździe partii w lipcu 1964 roku usunął z partii Talabaniego oraz Ahmada, którzy po tym wydarzeniu uciekli ze swoimi zwolennikami do Iranu. Barzani w ten sposób przejął pełną kontrolę nad partią na terenie Iraku.
Po krótkim rozejmie zawiązanym z prezydentem Arifem, Barzani ponownie wypowiedział wojnę rządowi irackiemu. Walki toczyły się ponad rok, kiedy to w kwietniu 1966 prezydent Arif zginął w wypadku helikoptera. To zdarzenie na niedługi czas wywołało zamieszanie wśród władz w Bagdadzie i dało czas siłom kurdyjskim na umocnienie. Jednak już w tym samym miesiącu fotel prezydenta objął brat zmarłego Abd ar-Rahman Arif, który nie zamierzał kończyć walk z Kurdami. Dopiero propozycja premiera Abd ar-Rahmana al-Bazzaza, którą KDP zaakceptowała w listopadzie 1966, zakończyła tymczasowo walki na terenie Iraku. Barzani jednak nie zamierzał zrezygnować ze starań o uzyskanie kurdyjskiej autonomii i cały czas zwiększał swoje poparcie na terenie irackiego Kurdystanu.

### Rządy Partii Baas
W lipcu 1968 Partia Baas, wspierana przez wojsko, obaliła prezydenta Arifa i przejęła władzę w Iraku. Głową państwa mianowano wtedy Ahmeda Hassana al-Bakra, który wcześniej pełnił rolę premiera.
Partia Baas zdawała sobie sprawę z dużej siły jaką stanowiły oddziały Kurdów i nie chcąc prowadzić z nimi walk, rozpoczęła z Barzanim prowadzić negocjacje. W efekcie, rząd iracki uznał Kurdów jako mniejszość narodową, natomiast kurdyjski ustanowiono drugim językiem w kraju. Kurdowie otrzymali również autonomię na północy Iraku, wyłączając jednak takie miasta jak Kirkuk czy Chanakin.
Nowa władza chciała utrzymać stan rzeczy ustalony z Barzanim, dlatego mianowała dodatkowo pięciu Kurdów na stanowiska niższych ministrów, a także włączyła KDP do koalicji rządzącej. Jednak Barzani z niechęcią podchodził do nowego sojuszu, zarzucając Partii Baas arabizację Kurdów na terenach nienależących do autonomii. Napięcie wzmogła jeszcze próba zamachu na Barzaniego we wrześniu 1971 roku. Kiedy przyjmował w swoim biurze religijnych przedstawicieli, ci przekazali mu teczkę, w której rzekomo znajdowały się pieniądze od władz w Bagdadzie. W rzeczywistości teczka wypełniona była materiałami wybuchowymi. Wybuch nie zabił Barzaniego, ale niektórzy z uczestników spotkania ponieśli śmierć. W czasie zamieszania wywołanego eksplozją, duchowni zostali postrzeleni przez peszmergów i zginęli na miejscu. Pomimo że nie udało się ująć nikogo, Barzani twierdził, że odpowiedzialny jest za nią Saddam Husajn.
11 marca 1974 roku rząd zaproponował Barzaniemu nowe porozumienie związane z autonomią kurdyjską. Do autonomii nie było jednak włączone Kirkuk, dlatego porozumienie zostało odrzucone. Wielu członków KDP, w tym syn Barzaniego Ubeydullah, wyrażali swoje rozczarowanie związane z szukaniem przez ich przywódcę sojuszników wśród takich państw jak Stany Zjednoczone, Iran czy Izrael. Było to równoznaczne z odrzuceniem socjalistycznych korzeni na jakich powstawało KDP.
Po Porozumieniu w Algierze, Iran zgodził się nie wysyłać już zaopatrzenia dla sił kurdyjskich, a także nie umożliwiać jego wysyłki z innych państw. Parę dni po porozumieniu, Barzani oraz niemal 100 000 jego zwolenników opuściło Irak i uciekło do Iranu rezygnując z dalszego prowadzenia walki przeciwko władzom irackim. Talabani i Ahmad wyemigrowali natomiast do Syrii i założyli tam Patriotyczną Unię Kurdystanu, krytykując jednocześnie okres rządów Barzaniego, który określili „słabym rządem opartym na ustroju plemiennym”.

### Wygnanie i śmierć
Barzani osiadł razem z rodziną w Karadż. Widząc, że nie otrzyma już wsparcia od ZSRR, które nawiązało stosunki dyplomatyczne z rządem Iraku, starał się szukać wsparcia u Stanów Zjednoczonych. Zrozumiał jednak, że władze owego kraju nie są zainteresowane dążeniem Kurdów do niepodległości, a jedynie widzą jedną z szans do podburzenia ludności przeciwko władzy irackiej.
Po wykryciu u Barzaniego raka płuc, wyjechał od na leczenie do Stanów Zjednoczonych. Zmarł 1 marca 1979 w Georgetown University Hospital w Waszyngtonie. Jego ciało zostało przetransportowane i pochowane w Osznawije.